# Rosemarie Springer
Rosemarie Springer, geschiedene Alsen (* 5. Juli 1920 als Rosemarie Lorenz in Danzig; † 2. April 2019) war eine deutsche Dressurreiterin, die fünf Mal den deutschen Meistertitel erlangte und 1960 an den Olympischen Spielen in Rom teilnahm. Von 1953 bis 1961 war sie die dritte Ehefrau des Verlegers Axel Springer.

## Leben
Rosemarie Alwine Anneliese Lorenz wurde 1920 als ältestes von drei Kindern von Werner Lorenz und Charlotte Lorenz, geb. Ventzki, geboren. Ihr Vater Werner Lorenz, der ihre Mutter zehn Monate vor der Geburt im September 1919 geheiratet hatte, war ein pommerscher Gutsbesitzersohn, der als Offizier im Ersten Weltkrieg und danach in einem Freikorps im Grenzschutz Ost gekämpft hatte. Ihre Mutter Charlotte Lorenz stammte aus einer reichen und gesellschaftlich hochstehenden Familie im westpreußischen Graudenz, das nun zu Polen gehörte. Mit dem Geld seiner Frau erwarb Werner Lorenz das Landgut Mariensee im Gebiet der Freien Stadt Danzig, wo Rosemarie aufwuchs. Ihre Eltern schickten Rosemarie zusammen mit ihrer jüngeren Schwester Jutta (* 1922) auf ein Mädchenpensionat in England, wo sie mit den Angehörigen der europäischen Society zusammentrafen. Ihr Vater Werner Lorenz machte in der SS Karriere und brachte es als SS-Obergruppenführer bis zum Generalsrang und leitete u. a. die Volksdeutsche Mittelstelle. Eine Zeitgenossin beschrieb die Lorenz-Töchter 1942 als „wilde Schönheiten mit langen Beinen […], Lieblinge des Reichskanzlers [sc. Hitler] und Debütantinnen, die im ganzen von Deutschland besetzten Europa auffielen, diese schönen verwöhnten Kinder […]“. Rosemarie Lorenz sprach perfekt Englisch und Französisch und reiste schon als Kind von Danzig aus mit ihren Eltern zum Urlaub nach Sylt.
In erster Ehe war Rosemarie Lorenz mit dem Hamburger Zementhersteller Horst-Herbert Alsen (1918–2001) verheiratet, Inhaber der Alsen’schen Portland-Cementfabriken bei Itzehoe, die heute Teil von Holcim ist. Horst-Herbert Alsen war mit Axel Springer befreundet, der so Rosemarie Alsen kennenlernte. Rosemarie trennte sich von ihrem ersten Mann, um Springer 1953 zu heiraten. Die Ehe blieb kinderlos. Im Jahr ihrer Hochzeit kauften Axel und Rosemarie Springer für 45.000 DM ein Friesenhaus in Kampen von Annemarie Seidel, das der Architekt Otto Heinrich Strohmeyer 1929 für den Musikwissenschaftler Anthony van Hoboken und dessen Frau Annemarie „Mirl“ Seidel errichtet hatte. Seidel hatte 1935 in zweiter Ehe Peter Suhrkamp geheiratet, der nun mit einem Teil des von Springer erlösten Geldes die Rechte für die deutsche Gesamtausgabe von Marcel Proust erwarb.
Als Reiterin wurde Rosemarie Springer 1950 in Berlin entdeckt. Dort traf sie bei einem Turnier den Springreiter Hans Günter Winkler, der ihr Talent erkannte und sie an den Dressurtrainer Willi Schultheis empfahl. 1960 gewann sie erstmals die Deutsche Meisterschaft im Dressurreiten. Im selben Jahr nahm sie an den Olympischen Spielen in Rom teil und erreichte dort den siebten Platz. 1961 wurde sie von Axel Springer geschieden, der sie für Helga Springer, geborene Ludewig verließ. Helga Springer war vorher ebenso wie Rosemarie Springer mit Horst-Herbert Alsen verheiratet. Bis 1965 gewann Rosemarie Springer noch weitere vier Mal die Deutsche Meisterschaft im Dressurreiten. 1966 gewann sie das Deutsche Dressur-Derby in Klein Flottbek.
Nach ihrer aktiven Zeit befasste sie sich auf ihrem Gut Halloh bei Bad Bramstedt, nördlich von Hamburg, mit der Zucht von Trakehnern und trainierte selbst Dressurreiter. Eines der von ihr selbst mit Erfolg gerittenen Dressurpferde – Thyra von Trebonius – war ein Trakehner. 1995, zu ihrem 75. Geburtstag, wurde Rosemarie Springer von der Deutschen Reiterlichen Vereinigung mit dem Deutschen Reiterkreuz in Gold für ihre Verdienste um den Sport ausgezeichnet.
Auch DLG-prämierte Vorzugsmilch produzierte sie auf Gut Halloh, wo sie bis zu ihrem Tode lebte. Noch im Alter von 90 Jahren gab Rosemarie Springer Reitunterricht und fuhr zum Skilaufen in die Alpen.
Ihr Grab befindet sich auf dem kleinen Friedhof in List auf Sylt.